# Amplirhagada montalivetensis
Amplirhagada montalivetensis là một loài air-breathing land snail, a terrestrial pulmonate gastropoda Molluscas trong họ Camaenidae. Đây là loài đặc hữu của Úc.